# Быконя, Геннадий Фёдорович
Генна́дий Фёдорович Быко́ня (род. 1 марта 1941, Малая Камарчага, Манский район, Красноярский край, СССР) — советский и российский историк, специалист по России и Сибири XVII—XIX вв., а также истории Приенисейского края. Доктор исторических наук (2002), профессор.

## Биография
Родился 1 марта 1941 года в деревне Малая Камарчага Манского района Красноярского края. 
В 1957 году окончил Шалинскую среднюю школу. Служил в Советской Армии. Работал в школе.
В 1963 году окончил историко-филологический факультет Красноярского государственного педагогического института.
В 1970 году окончил аспирантуру Института истории, филологии и философии Сибирского отделения Академии наук. 
В 1973 году защитил диссертацию на соискание учёной степени кандидата исторических наук по теме «Заселение русскими юга Приенисейского края в XVIII в.».
В 2002 году защитил в форме научного доклада диссертацию на соискание учёной степени доктора исторических наук по теме «Формирование и особенности сословно-социального статуса военно-бюрократического дворянства Восточной Сибири в XVIII — начале XIX вв.» (специальность 07.00.02 — отечественная история)
С 1966 года — преподаватель, с 1973 года — доцент, а с 1998 года — профессор Красноярского государственного педагогического университета имени В. П. Астафьева.

## Научная деятельность
Автор более 300 публикаций, из них 9 учебно-методических и более 200 научных работ. Основные темы: исследования истории России и Сибири позднего феодализма (XVII века — первой половины XIX века), и в частности, истории Приенисейского края. Труды по типологии феодализма, источниковедению, историографии, демографии, экономики, социальной структуры, культ, жизни Сибири и России эпохи феодализма. На материалах Сибири обосновал концепцию многоукладного российского феодализма поздней стадии, изучил пути формирования, личный состав, служебное положение, сословно-классовую организацию и социальную сущность неподатного населения Восточной Сибири. Ввел в науч. оборот исповедные росписи по югу Приенисейского края как источник демографического учета.

## Основные работы
Монографии
- Быконя Г. Ф. Андрей Дубенский — основатель Красноярска. — Красноярск: Тренд, 2008.
- Быконя Г. Ф. Заселение русскими Приенисейского края в XVIII в. — Новосибирск: 1981.
- Быконя Г. Ф. Русское неподатное население Восточной Сибири в XVIII — начале XIX вв. — Красноярск: 1985.
- Быконя Г. Ф. История крестьянства СССР. Период феодализма до середины XVIII в. — М.: 1993.
- Быконя Г. Ф. История крестьянства Сибири эпохи феодализма XVII — первой половины XIX вв. — Новосибирск: 1982.
- Быконя Г. Ф. История Хакасии с древнейших времен до 1917 г. — М.: 1993. — Т. 1.
- Быконя Г. Ф. Формирование и особенности сословно-социального статуса военно-бюрократического дворянства Восточной Сибири в XVIII — начале XIX вв. — Иркутск: 2002.
- Быконя Г. Ф. Казачество и другое служебное население Восточной Сибири в XVIII — начале XIX века: демографо-сословный аспект. — Красноярск: КГПУ им. В. П. Астафьева, 2007. — 415 с. — ISBN 978-5-85981-287-5

В соавторстве:
- Город у Красного Яра: Документы и материалы XVII—XVIII вв. / Сост. Г. Ф. Быконя и Л. П. Шорохов. — Красноярск: 1981.
- Город у Красного яра: Документы и материалы по истории Красноярска первой половины XIX века. — Красноярск: Красноярское книжное издательство, 1986. — 320 с.
- История крестьянства России с древнейших времён до 1917 г. — М.: Наука, 1992. — Т. 2.
- История Красноярска: Документы и материалы. XVII — первая половина XIX в. / Сост. Г. Ф. Быконя. — Красноярск: 2000.
- Красноярск. Очерки истории города. — Красноярск: 1988.
- Красноярск в дореволюционном прошлом XVII—XIX вв. — Красноярск: 1990.
- Красноярск уездный XVIII в. — Красноярск: 1990.
- Красноярск: этапы исторического пути. — Красноярск: 2003.
- Памятники истории и культуры Красноярского края. — Красноярск: 1992—1998. — Вып. 1-4.
- Енисейский энциклопедический словарь. — Красноярск: 1998.

## Награды
- Медаль «Ветеран труда» (1987)
- Нагрудный знак «Почётный работник высшего профессионального образования Российской Федерации» (2001)
- Медаль «За вклад в наследие народов России» (2002)